# Manuscrits de Nag Hammadi
Els Manuscrits de Nag Hammadi són una col·lecció de texts gnòstics dels primers cristians descoberts per uns pagesos de Nag Hammadi (Egipte) l'any 1945. La troballa comprenia 13 còdexs de papir folrats en cuir i enterrats en gerres segellades.

## Context
Aquests manuscrits comprenen 52 tractats gnòstics, tres obres del Corpus Hermeticum i una traducció parcial de La República de Plató. Es creu que els còdexs formaven una biblioteca amagada pels monjos del monestir de Sant Pacomi quan la possessió d'aquests escrits fou declarada una heretgia.
Els còdexs estan escrits en llengua copta, tot i que les obres eren probablement traduccions del grec. L'obra més famosa d'entre aquests manuscrits és l'Evangeli de Tomàs, l'única còpia completa d'aquest evangeli. Després del descobriment, es va saber que fragments d'aquestes dites de Jesús aparegueren en manuscrits descoberts a Oxirrinc el 1898, i que hi havia cites de fonts cristianes primitives. S'ha proposat una data de composició dels originals grecs perduts, entre el segle i i el segle ii encara que és un tema de discussió oberta. Els manuscrits actuals daten del segle iii i el segle IV.
Els còdexs de Nag Hammadi es troben en l'actualitat al Museu Copte del Caire, a Egipte.

## Llista completa de còdexs

### Còdex I
(També conegut com El còdex de la Fundació Carl Gustav Jung):
- L'Oració de Pau
- El Llibre Secret de Jaume
- L'Evangeli de la Veritat
- El Tractat de la Resurrecció
- El Tractat Tripartit

### Còdex II
- El Llibre Secret de Joan
- L'Evangeli de Tomàs un evangeli de dites
- L'Evangeli de Felip, evangeli de dites
- La Hipòstasi dels Arconts
- Sobre l'origen del món
- L'Exegesi de l'ànima
- El Llibre de Tomàs el Contendent

### Còdex III
- El Llibre Secret de Joan
- L'Evangeli Copte dels Egipcis
- Epístola d'Eugnostos
- La Sofia de Jesucrist
- El Diàleg del Salvador

### Còdex IV
- El Llibre Secret de Joan
- L'Evangeli Copte dels Egipcis

### Còdex V
- Epístola d'Eugnostos
- L'Apocalipsi de Pau
- El Primer Apocalipsi de Jaume
- El Segon Apocalipsi de Jaume
- L'Apocalipsi d'Adam

### Còdex VI
- Els Actes de Pere i els dotze Apòstols
- El Tro, Ment Perfecta
- Ensenyances Autoritzades
- El Concepte del nostre Gran Poder
- La República de Plató - L'original no és gnòstic, però la versió de Nag Hammadi està molt modificada amb conceptes gnòstics de l'època dels manuscrits.
- El Discurs sobre la Ogdòade i la Ennèade - un tractat hermètic
- L'Oració d'Acció de Gràcies (amb una nota manuscrita) - una oració hermètica
- Asclepius 21-29 - tractat hermètic

### Còdex VII
- - La Paràfrasi de Sem
  - El Segon Tractat del Gran Set
  - L'Apocalipsi Gnòstic de Pere
  - Les Ensenyances de Silvanus
  - Les Tres Esteles de Set

### Còdex VIII
- - Zostrià o Zostrianos
  - La Carta de Pere a Felip

### Còdex IX
- - Melquisedec
  - El Pensament de Norea
  - El Testimoni de la Veritat

### Còdex X
- - Marsanes

### Còdex XI
- - La Interpretació del Coneixement. Text parcialment conservat i molt destruït.
  - Una Exposició Valentina, Sobre l'Ungiment, Sobre el Baptisme (A i B) i Sobre l'Eucaristia (A i B)
  - Al·logenes
  - Hipsifrone

### Còdex XII
- - Les Sentències de Sext
  - L'Evangeli de la Veritat
  - Fragments Textos fragmentaris, molt mal conservats. Es pot dir molt poc sobre el seu contingut.

### Còdex XIII
- - Trimorfa Protennoia
  - Sobre l'origen del món